# William Lassell
William Lassell (18. června 1799 – 5. října 1880) byl anglický astronom-amatér, který v roce 1846 objevil Neptunův měsíc Triton, v roce 1848 Saturnův Hyperion a v roce 1851 dva měsíce planety Uran: Ariel a Umbriel.